# Rhicnocoelia vindalius
Rhicnocoelia vindalius är en stekelart som först beskrevs av Walker 1839.  Rhicnocoelia vindalius ingår i släktet Rhicnocoelia och familjen puppglanssteklar. Inga underarter finns listade i Catalogue of Life.